# Palco
Palco – miasto w Stanach Zjednoczonych, w stanie Kansas, w hrabstwie Rooks.